# Tân Phủ
Tân Phủ (chữ Hán giản thể: 新抚区, âm Hán Việt: Tân Phủ khu) là một quận của địa cấp thị Phủ Thuận, tỉnh Liêu Ninh, Cộng hòa Nhân dân Trung Hoa. Quận Tân Phủ là trung tâm chính trị, kinh tế, văn hoá và giao thông của Phủ Thuận. Quận này có diện tích 30 km², dân số 300.000 người. Mã số bưu chính của Tân Phủ là 113008. Chính quyền nhân dân quận đóng tại số 3 phố Nghinh Tân. Huyện Tân Phủ được chia thành 6 nhai đạo biện sự xứ (Trạm Tiền, Phúc Dân, Tân Phủ, Vĩnh An Trị, Đông Công viên, Dư Lâm). Các đơn vị này được chia ra thành 60 ủy ban xã khu cư. 